# Nostalguia
Nostalguia és una pel·lícula dramàtica de 1983 dirigida per Andrei Tarkovsky i protagonitzada per Oleg Yankovsky, Domiziana Giordano i Erland Josephson. Tarkovski va coescriure el guió amb Tonino Guerra.
La pel·lícula retrata un escriptor rus ( Oleg Yankovsky ) que visita Itàlia per dur a terme una investigació sobre un compositor rus del segle XVIII, però que sent nostàlgia. La pel·lícula utilitza elements autobiogràfics extrets de les pròpies experiències de Tarkovski visitant Itàlia i explora temes relacionats amb la intraduïbilitat de l'art i la cultura.
La pel·lícula va guanyar el Premi del Jurat Ecumènic, el premi al millor director i el Premi FIPRESCI al 36è Festival Internacional de Cinema de Canes It received generally positive reviews from critics. Widely regarded as one of Tarkovsky's best works, la pel·lícula va rebre nou vots en total a les enquestes Sight & Sound del 2012 sobre les millors pel·lícules mai realitzades.

## Argument
L'escriptor rus Andrei Gorchakov viatja a Itàlia per investigar la vida del compositor rus del segle XVIII Pavel Sosnovsky, que hi va viure i es va suïcidar després del seu retorn a Rússia. Ell i la seva atractiva intèrpret Eugenia viatgen a un convent a la campinya toscana per contemplar els frescos de Piero della Francesca. L'Andrei decideix a l'últim moment que no vol entrar.
De tornada a l'hotel, l'Andrei se sent desplaçat i anhela tornar a Rússia, però circumstàncies semblen interposar-s'hi. L'Eugènia està enamorada d'Andrei i s'ofèn perquè ell no vol dormir amb ella, afirmant que té un algú esperant-la.
L'Andrei coneix i fa amistat amb un home estrany anomenat Domenico, famós al poble per intentar creuar les aigües d'una piscina mineral amb una espelma encesa. Afirma que quan finalment ho aconsegueixi, salvarà el món. Tots dos comparteixen un sentiment d'aïllament respecte al seu entorn. Més tard, l'Andrei s'assabenta que en Domenico vivia en un manicomi fins que l'estat postfeixista els va tancar; ara en Domenico viu al carrer. També s'assabenta que en Domenico tenia família i estava obsessionat a mantenir-los dins de casa seva per salvar-los de la fi del món, fins que la policia local els va alliberar després de set anys. Abans de marxar, Domenico dona a Andrei la seva espelma i li pregunta si creuarà les aigües amb l'espelma per ell.
Durant una seqüència onírica, l'Andrei es veu a si mateix com a Domenico i té visions de la seva dona, Eugenia, i de Maria, la mare de Jesús, com a una sola persona. Sembla que l'Andrei interromp la seva recerca i planeja marxar cap a Rússia, fins que rep una trucada de l'Eugènia, que vol acomiadar-se i dir-li que va conèixer en Domenico a Roma per casualitat i que li va preguntar si l'Andrei ha creuat la piscina ell mateix, tal com li havia promès. L'Andrei diu que sí, tot i que això no és cert. L'Eugènia està amb el seu xicot, però sembla que ell no hi estigui interessat i que estigui involucrat en afers comercials dubtosos. Més tard, Domenico pronuncia un discurs a la part superior de l'estàtua eqüestre de Marc Aureli al Capitoli sobre la necessitat de la humanitat de ser veritables germans i de tornar a una forma de vida més senzilla. Finalment, interpreta el quart moviment de la Novena Simfonia de Beethoven i s'immola. Un espectador imita l'acció retorçant-se a terra en agonia, mentre que l'Eugènia arriba massa tard, juntament amb la policia.
Mentrestant, l'Andrei torna a la piscina de Bagno Vignoni (Val d'Orcia) per complir la seva promesa, només per descobrir que la piscina ha estat buidada. Entra a la piscina buida i intenta repetidament caminar d'un extrem a l'altre sense deixar que l'espelma s'apagui, ja que experimenta signes de la seva malaltia. Quan finalment aconsegueix el seu objectiu, s'esfondra i mor. La imatge final mostra l'Andrei i un gos descansant a terra de l'abadia de Sant Galgà, amb un paisatge rural amb la casa de Gorchakov al fons.

## Recepció i llegat
Vincent Canby, de The New York Times, va dir que Tarkovski «pot ser un poeta de cinema, però és un poeta de cinema amb un vocabulari minúscul. […] No passa res». Dave Kehr va ser lleugerament positiu, considerant que estava «plena d'imatges que semblen alhora irremeiablement obscures i aclaparadorament òbvies», alhora que argumentava que l'obra «aconsegueix induir algun tipus de trànsit». La pel·lícula va guanyar el Premi del Jurat Ecumènic, el premi al millor director (Grand Prix du cinéma de création, compartit amb Robert Bresson ) i el Premi FIPRESCI al Festival de Cinema de Cannes de 1983. Les autoritats soviètiques van impedir que la pel·lícula guanyés la Palma d'Or, un fet que va endurir la determinació de Tarkovski de no tornar a treballar mai més a la Unió Soviètica.
Avui dia, és una de les obres menys conegudes de Tarkovski. El 2010, l'acadèmic Thomas Redwood va escriure que "els crítics en general han tendit a ignorar la pel·lícula. S'ha escrit relativament poc sobre Nostalghia i encara se n'ha entès menys". Nostalghia té una taxa d'aprovació del 87% al lloc web agregador de ressenyes Rotten Tomatoes, basat en 23 ressenyes, i una puntuació mitjana de 8,3/10. El consens crític del lloc web afirma: "La nostàlgia exigeix paciència i recompensa la inversió amb una experiència visual hipnòtica que troba Tarkovski en una forma gratificantment inflexible. La pel·lícula va rebre nou vots en total a les enquestes de Sight & Sound del 2012 sobre les millors pel·lícules mai fetes.
Al videojoc The Witness del 2016, el jugador pot trobar-se amb una sala de cinema on un dels videoclips curts mostra el final de Nostalghia.